# John Arrowsmith Maund
John Arthur Arrowsmith Maund (* 19. Oktober 1909 in Worcester, England; † 9. Juli 1998 in Malvern, Worcestershire, England) war von 1950 bis 1976 der erste anglikanische Bischof von Lesotho.

## Leben

### Jugend und Ausbildung
Maund wurde in Worcester geboren. Sein Vater war Arthur Arrowsmith Maund. Er studierte an der Leeds University. Nach einer weiteren Ausbildung am College of the Resurrection in Mirfield wurde er 1934 ordiniert.

### Karriere
Seine erste Stelle war ein Posten als Curate an All Saints and St Laurence, Evesham Dann emigrierte er nach Südafrika, um dort bei der Pretoria Native Mission zu arbeiten. Seit 1939 wirkte Maund als Kaplan des Bischofs an der neu errichteten Kirche St Peter’s in Lady Selborne in Pretoria. Im Zweiten Weltkrieg diente er als Chaplain der Streitkräfte des Vereinigten Königreichs und wurde mit Mentioned in despatches ausgezeichnet. Im Jahre 1950 wurde Maund zum Bischof der anglikanischen Diözese Lesotho berufen.
Im Ruhestand wirkte er noch als Assistant Bishop in der Diocese of St Edmundsbury and Ipswich, England.